# Данила Комастри Монтанари
Данѝла Комàстри Монтанàри (на италиански: Danila Comastri Montanari) е италианска писателка, авторка на бестселъри в жанровете исторически роман и исторически трилър.

## Биография и творчество
Родена е на 4 ноември 1948 г. в Болоня, Италия. Напуска преждевременно гимназията и завършва педагогика през 1970 г., а през 1978 г. се дипломира със специалност политология в Болонския университет. В продължение на двадесет години преподава история в гимназията и пътува до четирите краища на света. Започва да пише, след като дъщеря ѝ пораства и тя има повече свободно време.
През 1990 г. е публикуван първият ѝ роман „Твоята смърт“ (Mors Tua) от емблематичната ѝ поредица „Разследванията на Публий Аврелий“. Главен герой е знатният римски сенатор от първата половина на първи век, Публий Аврелий, който разследва престъпления и убийства в Древен Рим. Романът става бестселър и тя се посвещава изцяло на писателската си кариера, комбинирайки интереса си към историята на цивилизациите и любовта към криминалните загадки. През 2017 г. излиза 19-ият роман от поредицата. Освен това публикува други романи и разкази, чието действие се развива в различни исторически епохи.
Живее със семейството си в Болоня. Член е на Менса.
Умира на 74-годишна възраст през юли 2023 г.

## Произведения

### Самостоятелни романи
- Ricette per un delitto (1995)
- La campana dell'arciprete (1996)
- Il panno di Mastro Gervaso (1997)
- Una strada giallo sangue (1999)
- Istigazione a delinquere (2003)
- Terrore (2008)

### Серия „Разследванията на Публий Аврелий“ (Publius Aurelius)
1. Mors tua (1990)
2. In corpore sano (1991)
3. Cave canem (1993)
Пази се от кучето, изд. „Труд“, София (2012), прев. Весела Лулова Цалова
4. Morituri te salutant (1994)
Обречените да умрат те поздравяват, изд. „Труд“, София (2013), прев. Весела Лулова Цалова
5. Parce sepulto (1996)
Остави на мира умрелия, изд. „Труд“, София (2013), прев. Весела Лулова Цалова
6. Cui prodest? (1997)
Кой има полза от това?, изд. „Труд“, София (2014), прев. Люба Петрова
7. Spes ultima dea (1999)
Надеждата умира последна, изд. „Труд“, София (2015), прев. Люба Петрова
8. Scelera (2000)
9. Gallia est (2001)
10. Saturnalia (2002)
11. Ars moriendi – Un'indagine a Pompei (2003)
12. Olympia – Un'indagine ai giochi ellenici (2004)
13. Tenebrae (2005)
14. Nemesis (2007)
15. Dura Lex (2009)
16. Tabula Rasa (2011)
17. Pallida Mors (2013)
18. Saxa rubra (2015)
19. Ludus in fabula (2017)

### Разкази и сборници с разкази
- Il gigante giustiziere (1995)
- La bocca del re (2006)
- La sagra del parmigiano (2008)
- Il giallo del serpente
- Assassinio al tempio di Vesta
- Natale anno zero
- I delitti delle porte
- Ser Niccolò e il dentifricio della contessa
- Cosimino Ruccellai e il mistero di Vicolo degli Angeli
- Il panettone di Leonardo
- Il dono di Giuda
- Aggressione a un giornalista ("Di tutti disse mal...")
- Una strada gialla sangue – сборник

### Есеистика
- Giallo antico. Come si scrive un poliziesco storico (2007)